# Surrantó (építmény)

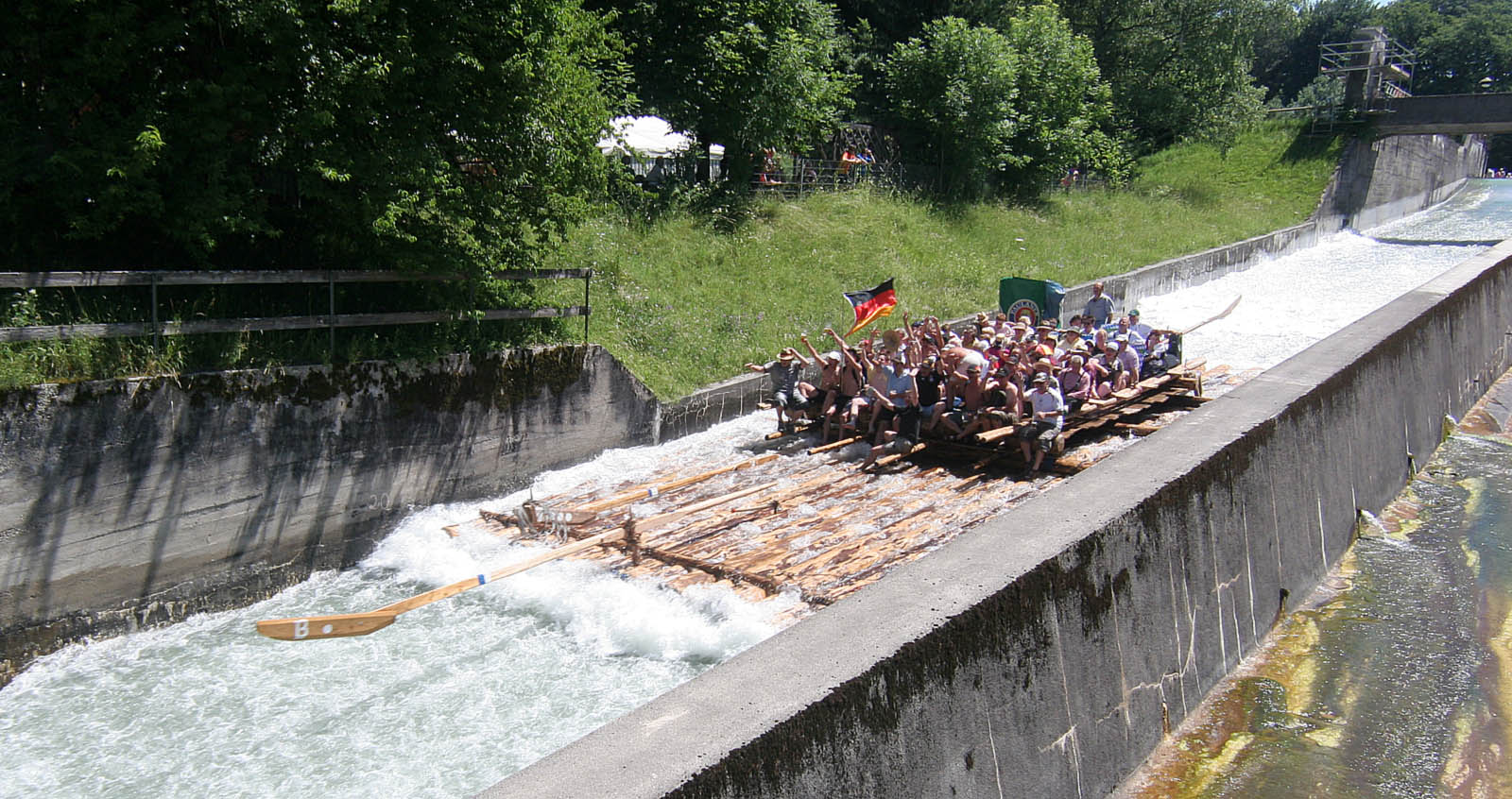
Európa legnagyobb (365 m hosszúságú) tutajcsúszdája az Isar folyón, Felső-Bajorországban, München közelében, Straßlach-Dingharting településnél

A surrantó (surranó) vagy tutajcsúszda a bukó- és malomgátakon, gerebeken, duzzasztókon és vízgyűjtőkön a csónakok, kishajók, tutajok, talpak vagy régen a kötetlenül úszó fák (hasábfa, dorongfa, tönkfa) áthaladását lehetővé tevő vízi építmény.

## A surrantó építésének célja
Ha a stabil- vagy mozgógátak koronáján átúszó csónaknak, kishajónak, tutajnak (vagy régen az úsztatott fának) magasról kellene lezuhannia, hogy az alsó vízre kerülhessen, vagy ha az összes víz a malomárokba vagy műcsatornába megy, vagy a gát koronája a vízből kiáll és az áthaladást gátolja, akkor a gát testébe a gát koronájánál mélyebb (sőt, gyakran egészen a meder fenekéig érő) egy vagy több nyílást, ún. áteresztő surrantót építenek. Ez nemcsak oldalt, hanem a fenekén is burkolt, és a felvízről az alvízre a víz útját meghosszabbítva (és így annak sebességét csökkentve) vezet át. A surrantó lehet állandóan nyitott vagy az áthaladáshoz kinyitható; néhol egybeépítik a hallépcsővel, másutt a kettő egymás mellett található. A surrantó feneke általában sima, hogy a hajó, csónak, tutaj, talp vagy úszó fa kis vízmélység esetén is akadály nélkül elhaladhasson, gyakran viszont ellenállásokat (bordázatot) építenek be; ezzel a sebes mozgás fékezhető, és a középvonal irányába ható áramlás hatására a járművek (farönkök) nem ütődnek az oldalfalakhoz.
Német nyelvterületen különbséget tesznek a széles tutajcsúszda (Floßgasse) és a keskenyebb vízijárművek csúszdája (Bootsrutsche, Bootsgasse, Wasserrutsche) között. Ahol a tutajozás szállítási céllal már megszűnt, a surrantókat csak csónakok és kishajók használják. Csehországban, Szlovákiában, Lengyelországban és Ukrajnában találunk ma is a folyókon széles tutajcsúszdákat, Németországban keskeny kenucsúszdákat építenek a duzzasztógátakhoz. Régen a surrantók helyenként arra is szolgáltak, hogy a vízi vámot be lehessen szedni, vagy a talpakat ellenőrizhessék.
A vízitúrázás kedvelői szerint a surrantó az egyedüli vízi építmény, amellyel a vízmérnökök a javukat szolgálják.

## Surrantó építése különböző vízi építményeknél
A surrantók betonból vagy kőből kőszekrény módon, rőzseműből vagy fából, a duzzasztók mellett utólag fémből is készülhetnek.

### Duzzasztóknál
A patakokon vagy folyókon épített duzzasztókba a tiltókkal elzárható keskenyebb nyílásokon kívül legalább egy, de sokszor 3-4 (néha a meder fenekéig érő) surrantót is építenek, melyek közül a fő surrantó a vízi járművek átbocsátására, a többi pedig az árvizek gyors levezetésére szolgál.

### Gerebeknél
Hogy a gereben a vízi járművek akkor is továbbhaladhassanak, amikor a gerebudvar tele van úsztatott fával, a gerebudvar felső végén 6-7 méter széles surrantót (tutajáteresztő csatornát) építenek, mely egyúttal fő árapasztóként is szolgál. A surrantó iránya olyan, hogy abba könnyen be lehessen haladni.

### Vízgyűjtőknél
Azért, hogy a telt vízgyűjtőn tutajok keresztülhaladhassanak, a vízgyűjtő gátján megfelelő szélességű áteresztő surrantót kell építeni. Fenekének a gát koronájánál 1-1,5 méterrel mélyebbnek kell lennie, és azért, hogy a tutaj a gátról ne túlságos sebességgel rohanjon le, az átvezető surrantót megfelelő eséssel a völgyön lefelé addig kell tovább vezetni, míg a patak természetes medrét eléri. A surrantó egyúttal árapasztóként is szolgál.

### Az áthaladáshoz kinyitható surrantók
Az áthaladáshoz kinyitható surrantó a gátban levő nyíláson alkalmazott tiltószerű készülékkel (zsilippel) nyitható vagy zárható. Általában zárva van, és csak akkor nyitják, ha vízi jármű áthaladását kell biztosítani, vagy a gát előtt összegyűlt úszó fát kell átbocsátani.